# 롤프 네반린나

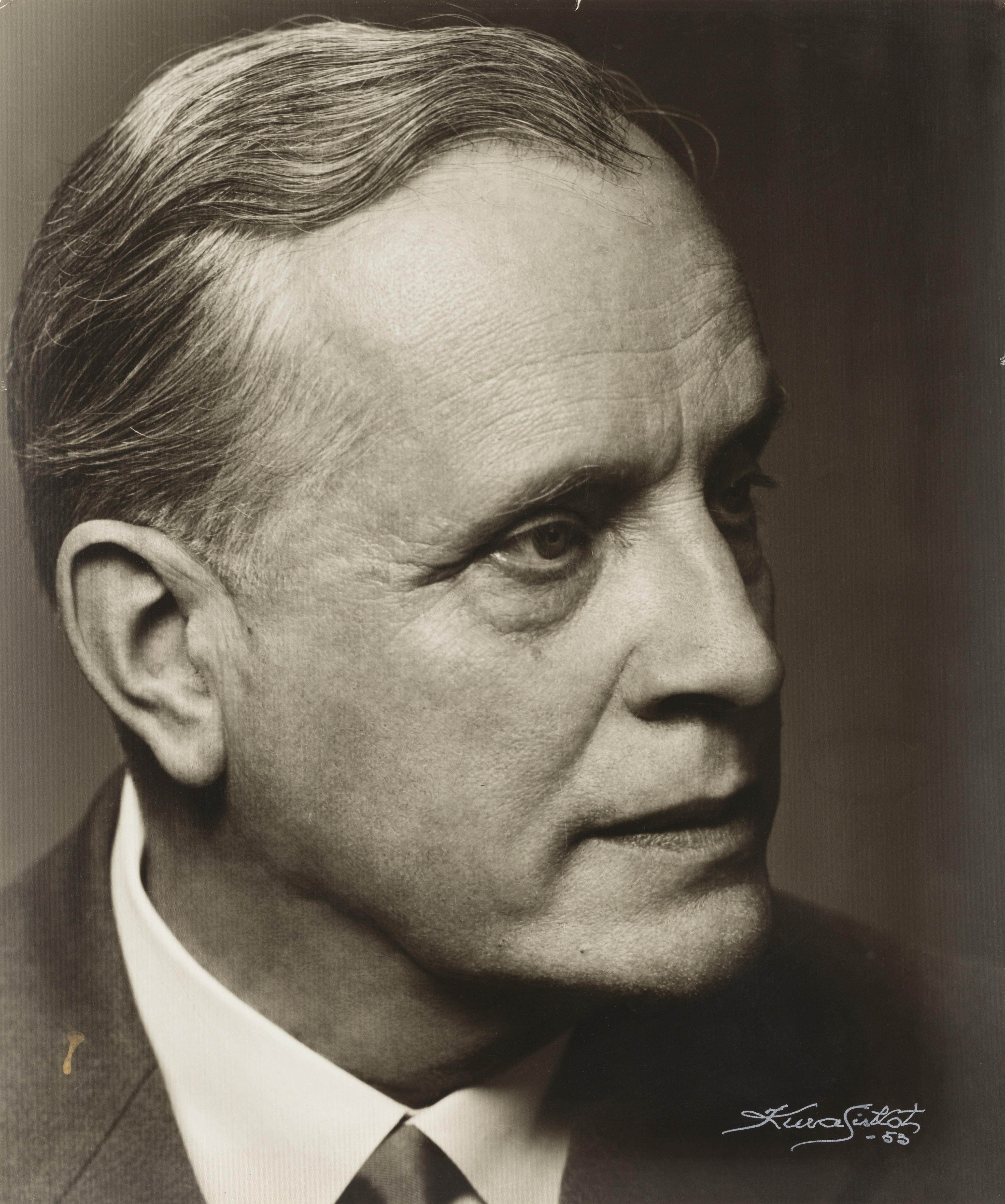

롤프 헤르만 네반린나(핀란드어: Rolf Herman Nevanlinna: 1895년 10월 22일 - 1980년 5월 28일)는 핀란드의 수학자다. 복소해석학에 중요한 기여를 했다.

## 같이 보기
- 카라테오도리 보조정리